# 隅骨
隅骨（英語：angular bone）是兩棲動物和爬行動物的下頜骨中有一個大骨頭，它與所有其他下頜骨相連：齒骨、隅骨、夾骨和關節骨。 它與哺乳動物的鼓膜骨同源，這是由於在哺乳動物進化的早期將數個顎骨癒合入了他們的中耳中。
在獸孔類（哺乳動物的祖先及其親屬）動物中，下頜由齒骨和頜關節附近的一組較小的“齒後”骨骼組成。 隨著牙齒的大小的增加，這些牙齒後骨頭中的兩根（關節骨和隅骨）逐漸退化，牙齒最終直接與上顎接觸。 這些齒後骨骼（postdentary bones）甚至在失去關節功能之前，就可能將聲音振動傳遞到骨。最終，它發展成為支持現代哺乳動物耳朵中鼓膜的鼓膜外環。